# Keresztúridűlő
Keresztúridűlő Budapest egyik városrésze a X. kerületben.

## Fekvése
Határai: Meténg utca a Kozma utcától – Fátyolka utca – Bogáncsvirág utca – Tarkarét utca – az Újköztemető északi fala és annak meghosszabbított vonala – Álmos utca – Maglódi út – Sírkert utca – Kozma utca a Meténg utcáig.

## Története
Pest városa 1865-ben határozta el, hogy a határában lévő városi legelőket telekkönyvezni kell a pesti rakpart kiépítéséhez szükséges kölcsön fedezetére. Halácsy Sándor 1867 és 1871 között készült pesti kataszteri térképén a Keresztúridűlő területén városi legelőkön kívül haszonbéresföldek és a tüzérségi gyakorlólőtér található. A Keresztúridűlőt két részletben telekkönyvezték 1868-ban a Jászberényi út menti haszonbéres földeket, és 1878-ban a városi legelőket. Utóbbiból 1880-ban leválasztottak egy kisebb területet a dinamitgyár részére, ennek megközelíthetősége érdekében a Kozma utcára merőlegesen megnyitották a Gránát utcát (ma Gránátos utca). A város kezelésében maradt területből 1883-ban 429 holdat jelöltek ki az új köztemető részére. A főváros 1890-ben úgy döntött, hogy a filoxéria járvány következtében tönkrement budai szőlős gazdák részére homokszőlő telepet alakít ki és felparcellázza a megmaradt területet. A főváros filoxéra bizottsága a csekélynek bizonyult érdeklődés, továbbá a talaj kedvezőtlen minősége miatt, a telepítés teljes ejtését javasolta. A következő évben viszont a főváros közgyűlése ebből a területből 70 holdat az új izraelita temető részére jelölt ki. A dinamitgyár területét 1915-ben az izraelita temetőhöz csatolták.
Területének szinte egészét ma az Új köztemető, a Kozma utcai izraelita temető és a Gránátos utcai izraelita temető foglalja el, illetve az ezekhez kapcsolódó iparágak (kőfaragó, virágkötészet stb.) üzlethelyei, valamint a Budapesti Fegyház és Börtön (avagy Kozma utcai börtön). Lakóház csak elvétve található a Sírkert utca mentén, ellenben van egy kis, lepusztult lakótelep a börtön és a Maglódi út közötti sávban.